# Fuerza Expedicionaria Estadounidense
Se llaman Fuerzas Expedicionarias Estadounidenses (American Expeditionary Forces, AEF) a las fuerzas militares estadounidenses enviadas a Europa en la Primera Guerra Mundial.
Las AEF combatieron junto con las fuerzas aliadas contra las tropas del Imperio Alemán. Ayudaron a Francia a defender el Frente Occidental durante la Ofensiva de Aisne en mayo de 1918, y tuvieron su combate más importante en la ofensiva Meuse-Argonne en el otoño de 1918.

## Resumen
El presidente de los Estados Unidos, Woodrow Wilson, planeó inicialmente darle el comando de las AEF al general Frederick Funston, pero luego de la muerte repentina de este último, Wilson designó al general John J. "Black Jack" Pershing en mayo de 1917, en ese momento encargado de supervisar las fuerzas estadounidenses en el transcurso de la guerra. 
Pershing insistió en que los soldados estadounidenses fueran entrenados antes de ir a Europa. Como resultado, pocas tropas fueron enviadas en 1918. Pershing insistió en que las fuerzas de EE. UU. no serían destinadas simplemente para completar huecos en las tropas francesas y del Reino Unido, y resistió los esfuerzos europeos de contar con esas tropas para reemplazos a los caídos aliados. Esta actitud causó resentimiento en los líderes aliados, quienes a esa altura sufrían carencia de tropas. 
Para junio de 1917, había 14.000 soldados estadounidenses en Francia y hasta mayo del año siguiente esta cifra subió al millón. Dado que las naves de transporte necesarias para llevar las tropas estadounidenses a Europa eran escasas, la Armada estadounidense prestó también el servicio de buques de transporte y cruceros para defensa con los que se transportaron soldados de Nueva York, Nueva Jersey y Virginia. El esfuerzo de movilización puso al límite los recursos de la Armada estadounidense y requirió nuevas estrategias de organización y estructuras de comando para permitir el transporte rápido y eficiente de tan gran número de tropas y suministros. 
Las primeras tropas de la AEF en llegar a Europa fueron llamados "Doughboys" por otras tropas aliadas, y arribaron en junio de 1917. Sin embargo, no participaron directamente en el frente de combate hasta octubre, cuando la 1.ª División de Infantería de EE. UU., una de las divisiones mejor entrenadas de la AEF, entró en las trincheras, en Nancy. 
Pershing deseaba que las AEF operaran independientemente de las demás fuerzas aliadas, pero esto no podría realizarse hasta que fueran adecuadamente entrenadas y llegaran a Europa los suministros necesarios. Las Escuelas de entrenamiento en Estados Unidos enviaron sus mejores hombres al frente, y Pershing estableció lugares de entrenamiento en Francia. 
Desde 1917 hasta 1918 las divisiones de  EE. UU. fueron por lo general empleadas para reforzar las tropas francesas y del Reino Unido que defendían sus líneas y realizaban ataques sorpresas contra las posiciones alemanas. Con la primera victoria estadounidense en Cantigny a principios de mayo de 1918, los comandantes de la AEF incrementaron su independencia en el control de las fuerzas. Para julio de 1918, fuerzas francesas eran asignadas para reforzar las operaciones de la AEF. 
Durante la Batalla de Saint-Mihiel, el 12 de septiembre de 1918 Pershing comandó el 1.º Ejército de EE. UU., que comprendía siete divisiones y a más de 500.000 hombres en la operación ofensiva más grande llevada a cabo por los Estados Unidos. Esta ofensiva exitosa fue seguida de la ofensiva Meuse-Argonne, del 16 de septiembre al 11 de noviembre de 1918, en la cual Pershing comandó más de un millón de soldados estadounidenses y franceses. Mediante estas dos operaciones militares, los aliados recuperaron más de 520 km² de territorio francés ocupado por las fuerzas alemanas. Cuando el Armisticio suspendió los combates el 11 de noviembre de 1918, las Fuerzas Expedicionarias Estadounidenses se habían convertido en una unidad moderna y con experiencia en combate.

## Las bajas
Las AEF tuvieron aproximadamente 160,000 bajas, de las cuales 116,000 fueron muertos -50,000 en acción y 116,000 por heridas- y 234,000 heridos. El gran número de bajas, comparado con la tasa de bajas de otros ejércitos aliados, puede ser atribuida a Pershing en su insistencia en hacer las cosas a su manera y no incorporar las últimas tácticas puestas a prueba satisfactoriamente por otros comandantes aliados. En años anteriores, las tasas de bajas aliadas eran horrorizantes, pero cuando las fuerzas estadounidenses entraron en acción estaban disponibles nuevas tecnologías y tácticas avanzadas que las redujeron dramáticamente. Aunque fue rápido en reajustar la situación, las tácticas anticuadas de Pershing, la falta de equipos y una pobre logística fueron las causantes de la alta tasa de bajas de EE. UU. Debido a los graves problemas sanitarios en los campos de entrenamiento europeos, también hubo muchas bajas a causa de enfermedades, especialmente influenza.
A insistencia de Pershing, las AEF no adoptaron la guerra de trincheras de la época, considerada por Pershing como muy costosas en vidas y en moral de la tropa. En lugar de eso, las AEF aplicaban básicamente tácticas móviles, cargando contra el enemigo en posiciones estrechas con infantería y artillería pesada, y marchando en combate cerrado para bloquear posiciones clave. 
En menos de dos años, los Estados Unidos crearon nuevas fuerzas de combate motorizadas y de infantería, equipándolas con toda clase de equipos incluyendo metralletas y tanques y montando toda una nueva infraestructura organizativa capaz de aportar suministros a miles de millas de distancia a tiempo. La Primera Guerra Mundial dio a los Estados Unidos valiosas lecciones estratégicas y cuerpos de oficiales veteranos, quienes más adelante comandarían a más de seis millones de militares en la Segunda Guerra Mundial.

## Afroestadounidenses
Los afroestadounidenses fueron reclutados sobre las mismas bases que los estadounidenses blancos y conformaron el 13% de los reclutas en total. Para el final de la guerra, más de 350,000 afroestadounidenses sirvieron en unidades de la AEF en el frente Occidental. Sin embargo, fueron segregados a unidades de "Sólo Negros", que eran mandadas solo por oficiales blancos. Más de cuatro quintos de los soldados negros que fueron a Francia estuvieron en el frente activo, mientras que menos de un tercio de los soldados blancos combatieron. Y las unidades negras en combate fueron identificadas como unidades de la Guardia Nacional, no como ejército regular. "La masa de reclutas de color no puede ser usada en tropas de combate", decía el General Staff en 1918 y recomienda que "estos reclutas de color deben ser organizados en batallones de reserva para labores secundarias". En conclusión, los soldados negros efectuaron labores no calificadas, como estibadores en los puertos del Atlántico o simples obreros en la retaguardia de los campos de Francia.